# 1991 EB5
1991 EB5 är en asteroid i huvudbältet som upptäcktes den 13 mars 1991 av den belgiske astronomen Henri Debehogne vid La Silla-observatoriet.
Asteroiden har en diameter på ungefär 3 kilometer och den tillhör asteroidgruppen Vesta.